# Quercus acutissima
La quercia a foglie appuntite (Quercus acutissima Carruth.) è un albero della famiglia delle Fagaceae diffuso nel continente asiatico.

## Descrizione

### Portamento
Il portamento è arboreo e l'albero può raggiungere i 15 metri di altezza.

### Corteccia
La corteccia, profondamente fessurata, è di colore marrone-grigiastro.

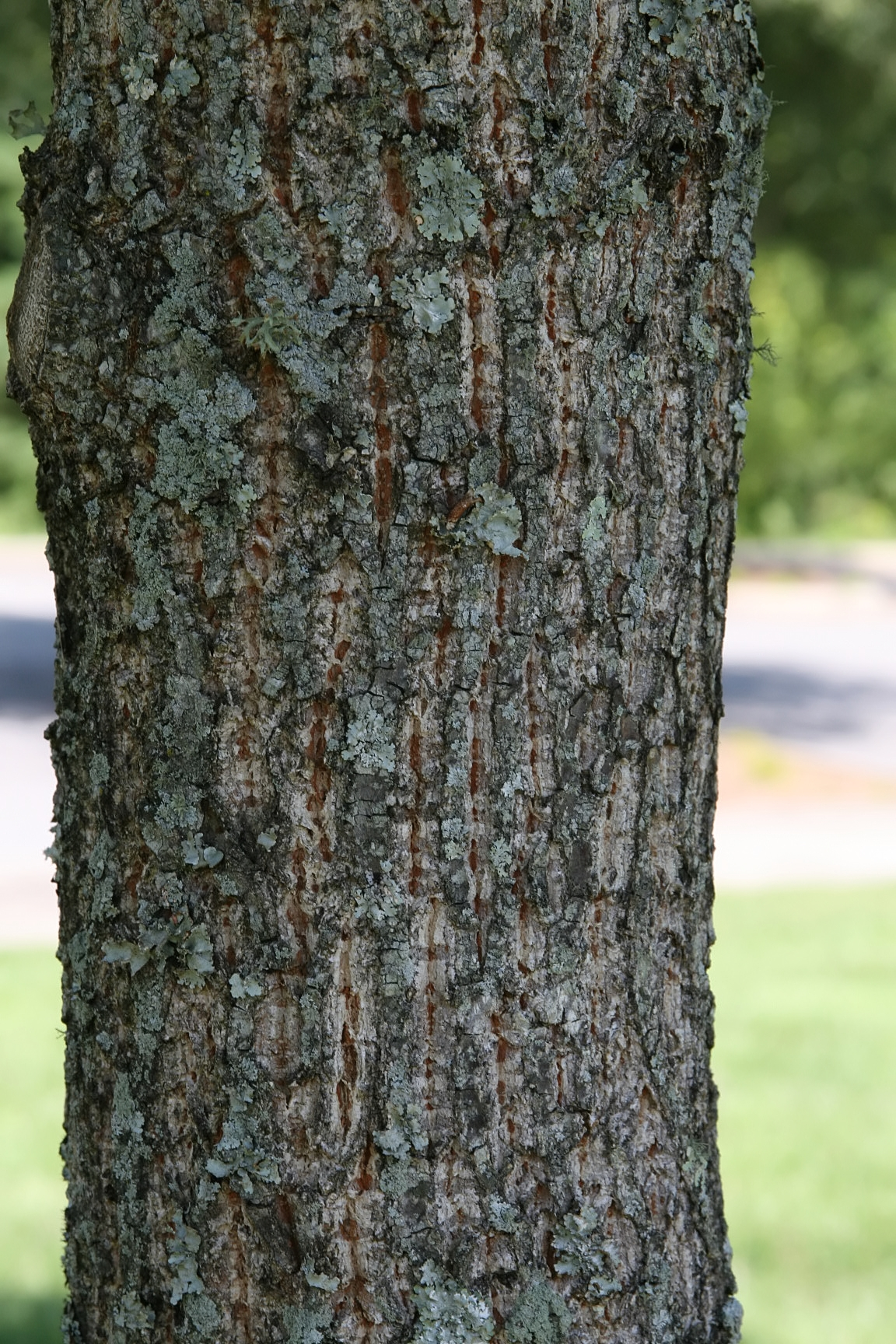
Dettaglio della corteccia

### Foglie

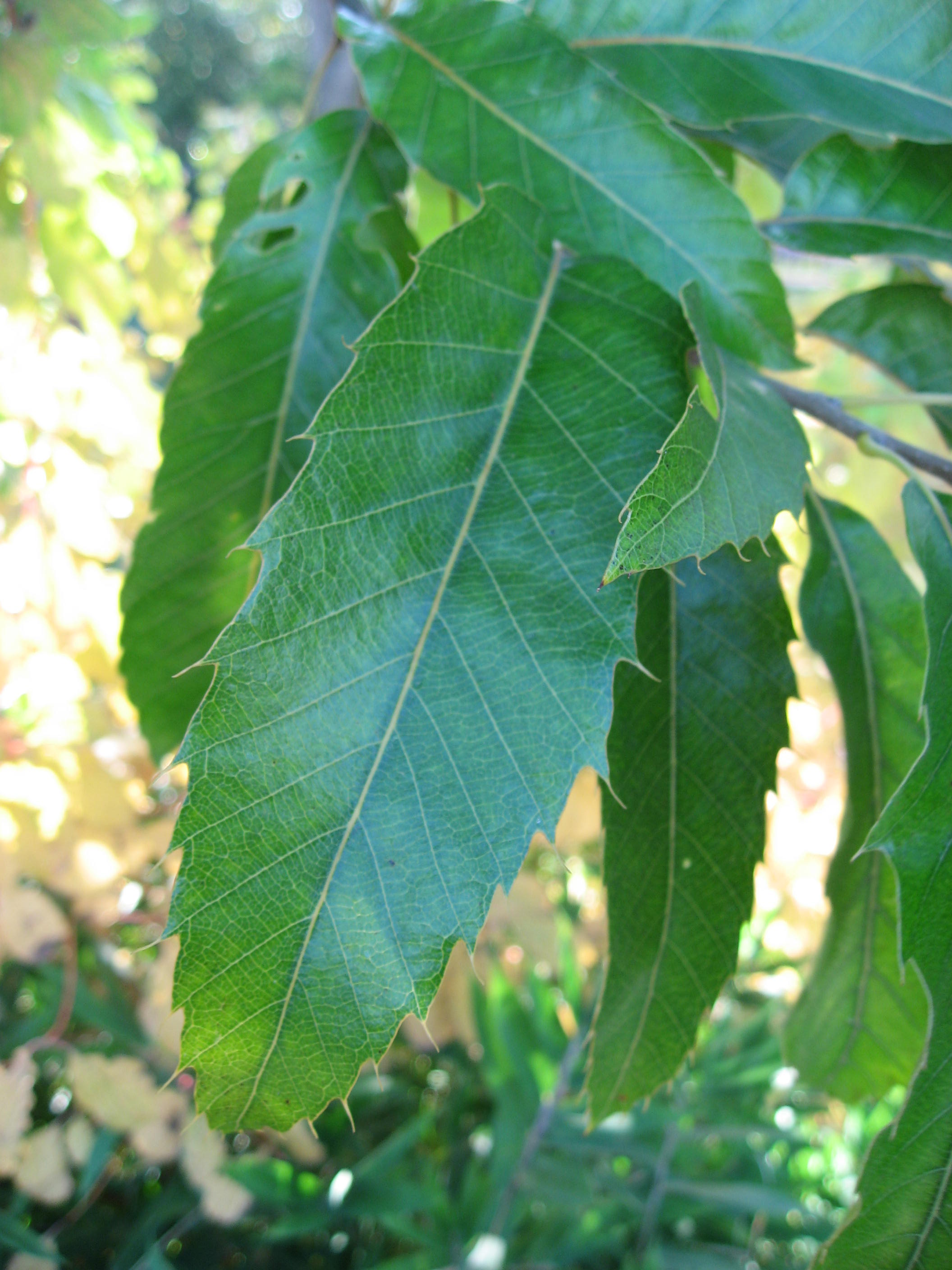
Dettaglio delle foglie

Le foglie, oblunghe e dentate, sono lunghe circa 20 cm e larghe 6. I denti sono costituiti dalle terminazioni delle nervature. Il colore è verde intenso sulla pagina superiore mentre è più chiaro su quella inferiore. La specie è decidua.

### Fiori
I fiori maschili sono amenti penduli di colore giallo-verde chiaro, mentre quelli femminili sono meno vistosi e separati; compaiono verso la fine della primavera.

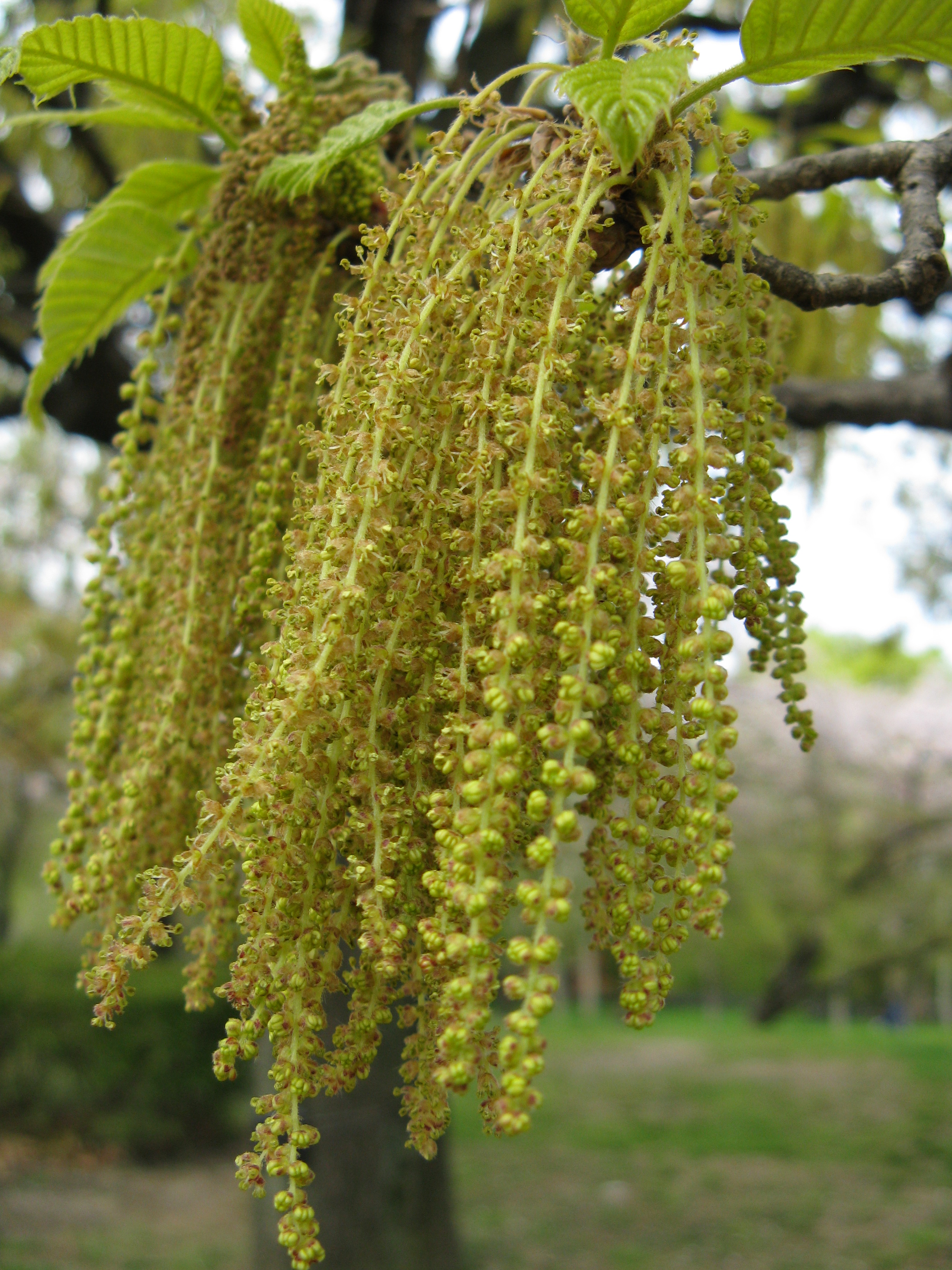
Infiorescenza maschile di Q. acutissima

### Frutti
I frutti sono ghiande di forma relativamente tondeggiante lunghe circa 2,5 cm; per la maggior parte della lunghezza (all'incirca due terzi) sono racchiuse in una cupola ricoperta di squame allungate e piuttosto esili.

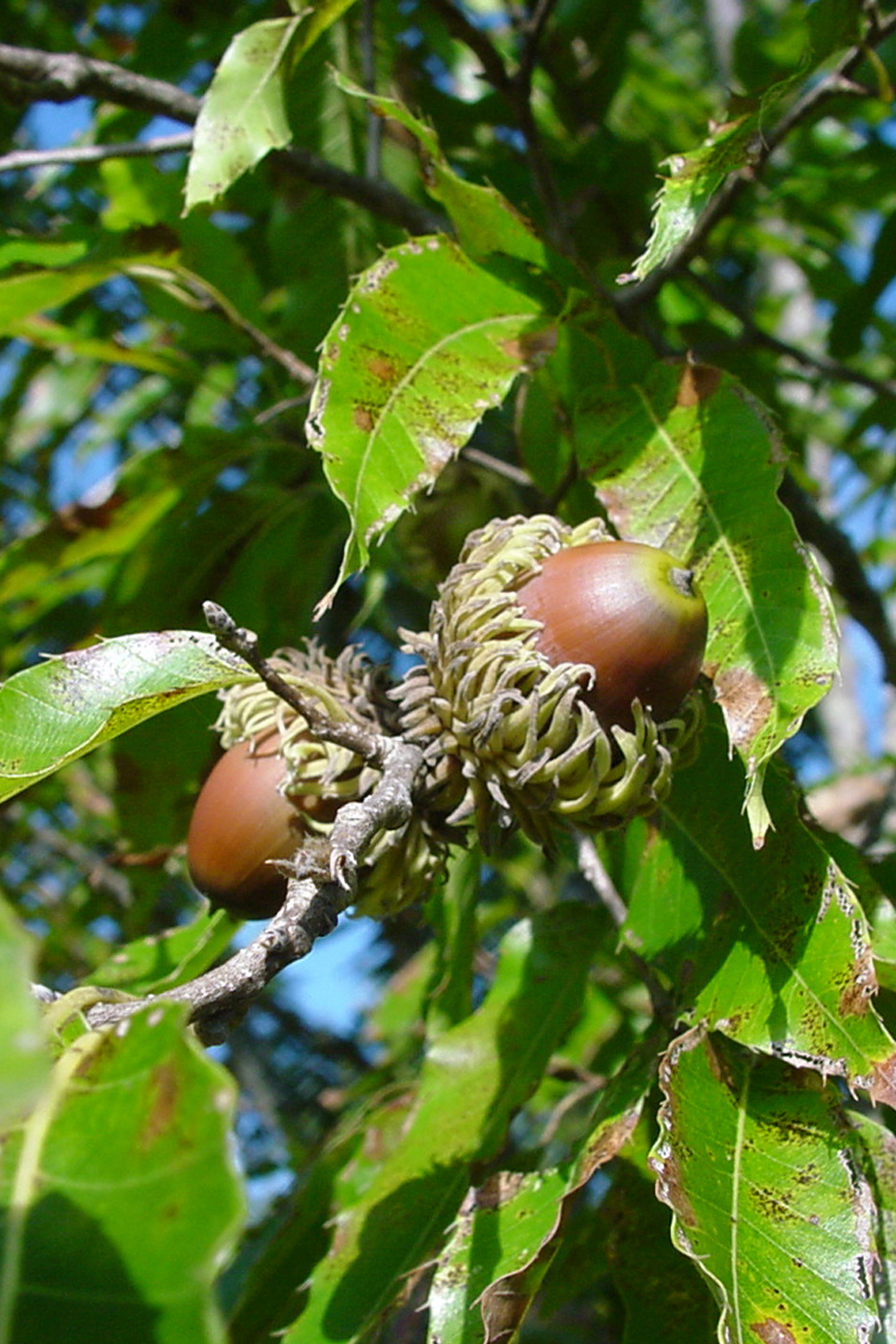
Frutti maturi

## Distribuzione e habitat
La pianta cresce in boschi in un areale che si estende dall'Himalaya all'Estremo oriente; oltre a Cina, Corea e Giappone vi sono inclusi diversi paesi del Sud-est asiatico. Risulta introdotta anche negli Stati Uniti.